# Aptosimum patulum
Aptosimum patulum là một loài thực vật có hoa trong họ Huyền sâm. Loài này được Bremek. mô tả khoa học đầu tiên năm 1933.